# Branko Begović – Bego
Branko Begović (Pitomača, 1. studenoga 1962. – Pitomača, 12. ožujka, 2025.) bio je hrvatski slikar, publicist i autor monografija.

## Djela
Branko Begović rođen je 1962. godine u Pitomači. Završio je Školu primijenjene umjetnosti i dizajna u Zagrebu. Od studentskih dana pisao je za razne časopise i novine, između ostalih za Večernji list, Virovitički list, Podravski zbornik i Lovački vjesnik, u kojima su mu tema bili povijest i umjetnost Podravine, Slavonije i Bilogore.
Od 2001. do 2003. godine pokrenuo je i bio urednikom Pitomačkih novina. Također je bio supokretač Kalnovečkog lista i Sesvečkih novina.

### Monografije
O Pitomači i Podravini napisao je nekoliko monografija. Godine 1985. objavio je monografiju Tri stoljeća Pitomače. Godine 1995. objavio je monografiju Pitomača, 1999. godine Pitomačka dobrodošlica, a 2003. godine Pozdrav 'z Pitomače.
Monografiju o povijesti lokalnog nogometa Nogomet u Pitomači 1921.-2001. objavio je 2001. godine. Godine 2003. objavio je monografiju Ftem Sesvetam.
Godine 2016. objavio je monografiju Podravske Sesvete. 2017. godine objavio je monografiju Općina Šandrovac, 2018. godine Općina Nova Rača, 2019. godine Općina Veliki Grđevac, a 2020. godine Općina Lukač.
Godine 2020. objavio je monografiju Općina Špišić Bukovica, zbog čega mu je 2022. dodijeljena Zlatna plaketa - Grb Općine Špišić Bukovica.
Godine 2022. objavio je monografije Općina Crnac i Općina Pitomača. Monografiju Općina Berek je objavio 2023. godine.

### Botanika
Bavio se i botanikom. Pisao je o dvorežnjastom ginku, biljci azijskog porijekla, o kojoj je 2011. godine na engleskom jeziku objavio znanstveno-popularnu enciklopediju Nature's Miracle - Ginkgo biloba L. 1771., a 2014. godine priručnik Eliksir života - Ginko -  Najčudotvorniji lijek današnjice.

### Slikarstvo
Svoja slikarska djela izlagao je na skupnim i samostalnim izložbama, u Hrvatskoj i inozemstvu.

## Osobni život
Bio je hrvatski branitelj u Domovinskom ratu. Živio je u naselju Otrovanec pokraj Pitomače.
Umro je u ožujku 2025. godine. U lipnju iste godine, u Centru za kulturu "Drago Britvić" u Pitomači održana je posthumna izložba njegovih slika i knjiga.

### Monografije
- Tri stoljeća Pitomače (1985, Nakladnik: Mjesna konferencija Socijalističkog saveza radnog naroda Hrvatske Pitomača)
- Pitomača (1995. Nakladnik: Pitomača: Općina Pitomača)
- Pitomačka dobrodošlica (1999., Nakladnik: Pitomača: Marketing ˝Aledo˝)
- Nogomet u Pitomači: povijest nogometa u Pitomači (1921.-2001.) / priredio Branko Begović. (2001., Nakladnik: Općina Pitomača)
- Pozdrav 'z Pitomače (2003., Nakladnik: Pitomača: BB-art Pitomača)
- Ftem Sesvetam: (povijesni, društveno-kulturni i gospodarski prikaz Podravskih Sesveta) (2003., Nakladnik: Podavske Sesvete : Općina Podravske Sesvete)
- Podravske Sesvete (2016. Nakladnik: Općina Podravske Sesvete, ISBN 9789535923008)
- Općina Šandrovac: pregled povijesti, izabrane teme (2017., Nakladnik: Šandrovac : Općina Šandrovac. ISBN 9789535936701)
- Općina Nova Rača: pregled povijesti, izabrane teme (2018., Nakladnik: Nova Rača: Općina Nova Rača ISBN 9789535976318)
- Općina Veliki Grđevac (2019., Nakladnik: Općina Veliki Grđevac ISBN 9789534817209)
- Općina Špišić Bukovica / Branko Begović. Povijest pavlinskog samostana svetoga Benedikta u Bakvi / Kamilo Dočkal. (2020., Špišić Bukovica : Općina Špišić Bukovica ISBN 9789534843215)
- Općina Lukač / Branko Begović (2020., Nakladnik: Lukač: Općina Lukač, ISBN 9789534916704)
- Općina Pitomača (2022., Nakladnik: Općina Pitomača. ISBN 9789535696308)
- Općina Crnac: pregled povijesti, izabrane teme / Branko Begović (2022., Nakladnik: Crnac : Općina Crnac, ISBN 9789534887318)
- Općina Berek (2023., Nakladnik: Općina Pitomača. ISBN 9789534818411)

### Enciklopedija
- Nature's Miracle • Ginkgo biloba L. 1771 - knjiga 1 (sv. 1-2) - All about Ginkgo (or Maidenhair tree) - subtitle "Will Ginkgo be the saviour of the human kind?", 2011. ISBN 9789535696308 (Eng.)

### Priručnik
- Eliksir života - Ginko - Najčudotvorniji lijek današnjice (priručnik za prirodno liječenje ginkom) (2014., ISBN 9789535696315)

### Članci u antologijama
- Begović, B. Prilozi poznavanju povijesti društvenog života u Pitomači: (dopuna monografiji ˝Tri stoljeća Pitomače˝ na temelju novih izvora). Podravski zbornik (1985.)[27]
- Begović, B. Prilog poznavanju starih putova i naselja u Podravini: antička magistralna cesta Petovio-Mursa i antičke postaje na njemu u području đurđevačke Podravine. Podravski zbornik (1986.)[28]
- Begović, B. Crkva Svetih 318 blagonosnih otaca u Maloj Črešnjevici. Podravski zbornik (1986.)[29]
- Begović, B. Prokletstvo. Podravski zbornik (1986.)[30]
- Begović, B. Primjer baroknog sakralnog drvenog graditeljstva iz đurđevačke Podravine: Kapela Svetog križa iz Sedlarice. Podravski zbornik (1987.)[31]
- Begović, B. Barokizirana župna crkva Presvetog trojstva u Turnašici. Podravski zbornik (1988.)[32]
- Begović, B. Za gospodskim stolom pitomačkih obitelji Brenner i Goetz: prilog povijesti kulture stola u drugoj polovici 19.stoljeća. Podravski zbornik. (2003.)[33]
- Begović, B. Prilog povijesti obrtništva i novčarstva u Pitomači, Podravski zbornik, Br. 30 (2004.)[34]
- Begović, B., Jakupec T. Prilog povijesti lovstva u Pitomači (1). Podravski zbornik. Br. 31. (2005.)[35]
- Begović, B. Donacija Ivana Lackovića Croate Kalinovcu : (2.dio). Podravski zbornik. Br. 32 (2006.)[36]
- Begović, B., Derežić, I. Svjetski ekološki vrt mira u Podravskim Sesvetama : (osnova za ekološke projekte i edukaciju o ekologiji i miru u Svijetu) Podravski zbornik, 32 (2006.)[37]
- Begović, B., Sobota, B. KUD ˝Grgur Karlovčan˝ Kalinovac. Podravski zbornik. Br. 34 (2008.)[38]
- Begović, B. Tri srednjovjekovne fortifikacije na obroncima Bilogore na području općine Pitomača. Podravski zbornik br. 40. (2014.)[39]

## Nagrade
- 2022. – Zlatna plaketa – Grb Općine Špišić Bukovica[40]

## Vanjske poveznice
- Branko M. Begović – Bego, Podravske Sesvete: pregled povijesti: izabrane teme 1., podravske-sesvete.hr